# Sarisa haastiaria
Sarisa haastiaria là một loài bướm đêm trong họ Geometridae.